# Pälzer Weltachs

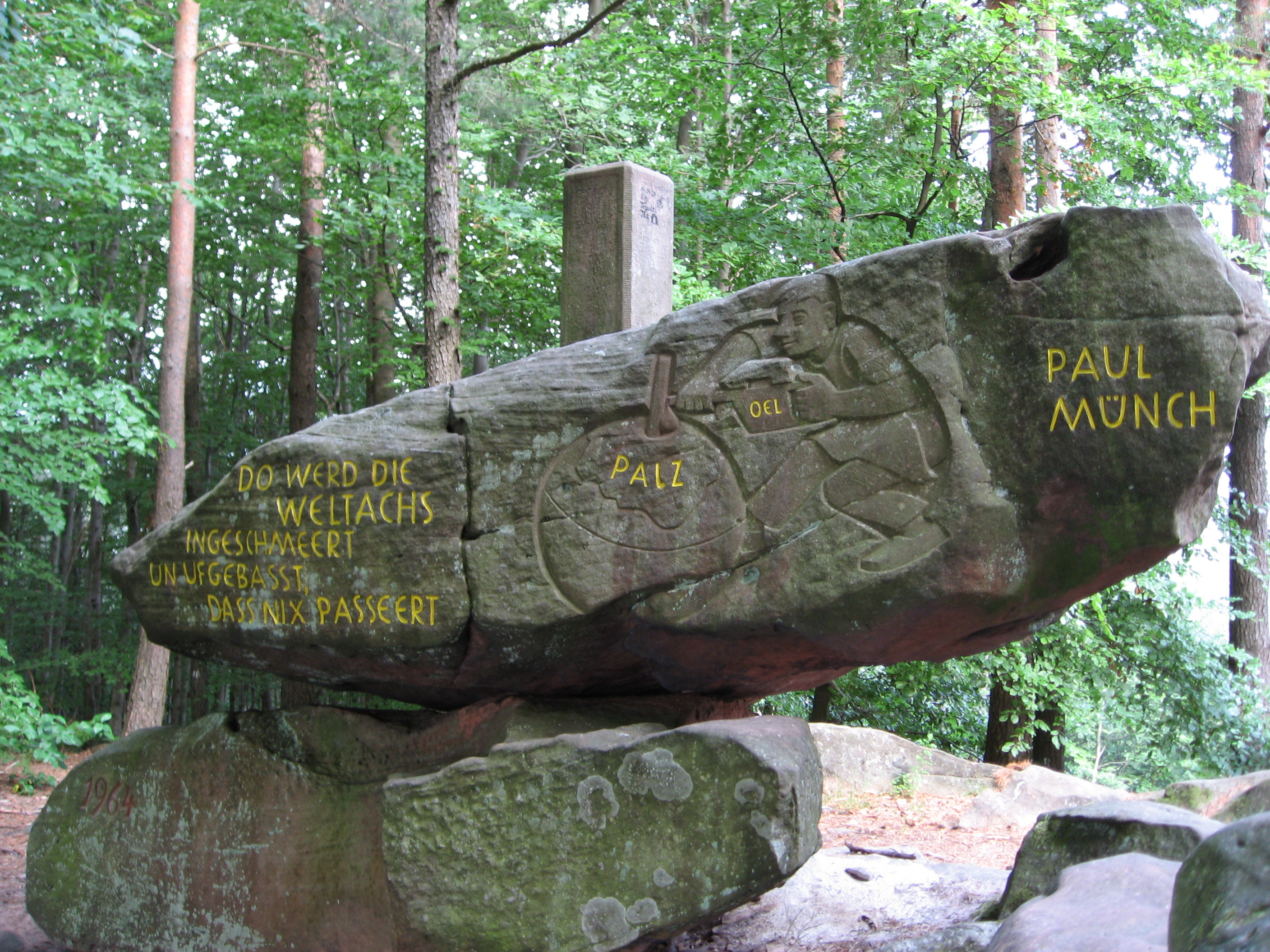
Pälzer Weltachs

Die Pälzer Weltachs ist ein bearbeiteter Buntsandstein auf dem 459 Meter hohen Kleinen Roßrück in der Nähe von Waldleiningen in Rheinland-Pfalz. Er trägt ein Relief mit einer Darstellung „Schmierung der Weltachse“ und eine entsprechende Beschriftung, die sich an ein Gedicht des Pfälzer Mundartdichters Paul Münch anlehnen. Sie wurden von einem ortsansässigen Forstbeamten in den 1960er Jahren angebracht. Heute ist der Fels ein Ausflugsziel für Wanderungen im Pfälzerwald. Einmal im Jahr wird die „Weltachse“ feierlich „neu geölt“. Der Fels ist nur über Wanderwege erreichbar.

## Entstehung und Tradition
Die bayerische Verwaltung errichtete im 19. Jahrhundert auf dem Kleinen Roßrück zu Vermessungszwecken eine pfeilerförmige Landmarke. Nach der Bearbeitung des sie tragenden Felstisches durch den Forstbeamten wurde die so skulptierte „Pfälzer Weltachse“ 1964 eingeweiht. Ihre Darstellung bezieht sich auf Die Pälzisch Weltgeschicht von Paul Münch, die mit dem Gedicht Mer Pälzer un die Weltachs beginnt. Dort heißt es, dass die Weltachse sich im Mittelpunkt des Pfälzer Staates (die Pfalz in den Grenzen des Rheinkreises) befände und den Pfälzern seit der Schöpfung die Schmierung der Weltachse anvertraut sei. In enger Anlehnung an den Text lautet die Inschrift auf dem Felsen:
Do werd die Weltachs ingeschmeert unn uffgebasst, dass nix passeert
(Hier wird die Weltachse eingeschmiert und aufgepasst, dass nichts passiert)
Bei einer jährlich stattfindenden Zeremonie wird die Weltachs neu eingeölt (geschmiert) und dabei traditionell das Gedicht Paul Münchs vorgetragen. Spekuliert wird, dass der Felstisch mit der aufgesetzten Landmarke seinerseits ursprünglich Paul Münch zu seinem Gedicht inspiriert habe.